# 라론역
라론(독일어: Bahnhof Raron, 프랑스어: Gare de Rarogne)은 스위스 발레주 라론 시정촌에 있는 기차역이다. 심플론선의 중간 정류장이다. 이 열차는 지역 열차로만 운행된다.

## 운행편
다음 서비스는 라론에서 정차한다.
- 레기오 :
  - 몽테와 브리크 사이에 30분마다 운행, 다른 차량은 몽테와 생젱골프까지 운행